# Mesnil-sous-Vienne
Mesnil-sous-Vienne ist eine französische Gemeinde mit 101 Einwohnern (Stand: 1. Januar 2022) im Département Eure in der Region Normandie (vor 2016 Haute-Normandie). Sie gehört zum Arrondissement Les Andelys und zum Kanton Romilly-sur-Andelle.  Die Einwohner werden Mesnilois genannt.

## Geographie
Mesnil-sous-Vienne liegt etwa 75 Kilometer ostsüdöstlich von Rouen. Umgeben wird Mesnil-sous-Vienne von den Nachbargemeinden Martagny im Norden, Neuf-Marché im Norden und Nordosten, Bouchevilliers im Nordosten, Mainneville im Süden und Osten, Longchamps im Südwesten sowie Bézu-la-Forêt im Westen und Nordwesten.

## Bevölkerungsentwicklung
| Jahr                       | 1962 | 1968 | 1975 | 1982 | 1990 | 1999 | 2006 | 2013 | 2020 |
| Einwohner                  | 93   | 87   | 84   | 62   | 83   | 92   | 124  | 123  | 99   |
| Quellen: Cassini und INSEE |      |      |      |      |      |      |      |      |      |

## Sehenswürdigkeiten
- Kirche Saint-André, Monument historique